# パピヨンズ
パピヨンズ（Papillons）は、松竹芸能所属の女性お笑いコンビ。2019年12月に改名する前のコンビ名はミヤ蝶美・蝶子（ミヤちょうみ・ちょうこ）で、かつては日向企画に所属していた。

## メンバー
- ちよみ（1958年4月20日（67歳） - ）
  - 旧芸名はミヤ 蝶美（ミヤ ちょうみ）。
  - 本名は高嶺 敦子（たかみね あつこ）[1]。
  - 大阪府出身。宣真高等学校卒業。
  - 『各界美女チーム対抗・水中大合戦』（日本テレビ・日企制作）で、岩城徳栄、西脇美智子らと伝説的バトルを展開した。
  - 漫才とは別にアマチュア落語家「幸亭おすかる」として10年間ほど活動、2016年9月「ちりとてちん杯 全国女性落語大会」でちりとてちん大賞受賞[2]。その後、2018年1月に桂文喬に弟子入り「桂喬美」の名前をもらう[3]。
- ちよこ（1959年11月16日（65歳） - ）
  - 旧芸名はミヤ 蝶子（ミヤ ちょうこ）。
  - 本名は鏡味 博美（かがみ ひろみ）[1]。
  - 大阪府出身。四天王寺高等学校を経て四天王寺女子大学卒業。
  - 高校時代は演劇部に所属していた。なお、部の先輩に秋野暢子がいる。

## 来歴
高嶺（のち蝶美、現・ちよみ）は高校を卒業して約半年後、鏡味（のち蝶子、現・ちよこ）は四天王寺高校3年だった1977年9月に女優志望でミヤコ蝶々主宰の『蝶々新芸スクール』に2期生として入学。芝居の稽古の一環として漫才を組む。藤本義一に認められ『笑の会』に加わる為にコンビ名を「宮蝶美・蝶子」と名乗り、1980年3月に新花月で劇場初舞台。同期入門には宮川大助・花子、太平サブロー・シローなどがいる。その後も新花月などで修行。間もなくコンビ名を「ミヤ蝶美・蝶子」とする。
当時の蝶美のキャッチフレーズは「南海の香川ドカベン君」でよく物まねをしていた。蝶子は小林幸子の物まねをやっていた。
1980年から1981年頃にかけて春やすこ・けいこ、ミヤ蝶代・花代、Wさくらんぼ、柴洋子（じゃんけんぽん）らとアイドル的お笑いグループ『ギャルズクラブ』で纏めて売り出され、なんばCITYで定期公演を行う。
1981年2月『お笑いスター誕生!!』でテレビ初出演。当時から「てい!!」というギャグを持ち、並居る若手女性コンビの中で頭角を現わす。9週勝ち抜き、金賞獲得。
蝶々新芸スクールの後輩とロックバンド『蝶美・蝶子とビビデバビデブー』を結成。
松竹芸能からのスカウトを断わった結果、実力にもかかわらず出演機会が減少。
1983年7月に蝶美が破門されてコンビは一旦解散する。「芸道と家庭は両立しない」という強固な信念を持つ師匠の蝶々から、蝶美が破門された。結婚はまだ許してもらえたが、「先生、子供できました」と言った時は「芸能界を辞めて家庭に入りなさい」と破門される。
蝶美は中華料理店経営の夫との間に3児をもうけるが、夫が失踪し実家の土建業を手伝う。2011年6月までスナックを経営していたが不景気で廃業し、翌2012年には万引きGメンとして働き始めたものの、1人も捕まえられなかった。
蝶子はオーストラリア留学の後、蝶々劇団員として舞台に立ち、テレビ番組「2時のワイドショー・夫婦110番」での鬼嫁役で一世一代の当たり役を得たが、鬼嫁の印象が強烈過ぎて他の仕事が先細りになり、姉の経営する喫茶店で働いていた。
1998年に土木施工管理技士の試験会場のトイレで、15年振りに偶然再会した。蝶子は合格した一方で、蝶美は前年に続きこの2回目の試験も落ち、後に実家の土建屋も廃業している。
2000年に「リハビリと周囲へのアピール目的」で、2人に姉弟子のミヤ花代（パート2 健四郎の妻）を加えた暫定トリオ『豪華けんらん』名義で、数ヶ月間活動。同年5月には松竹芸能所属になり、正式に再結成した。
蝶子は過去の経緯からか鬼嫁ネタは封印しているが、「てい!!」ネタは現在も健在である。また共にバツイチであることをネタにしており、近年は「秋吉久美子と道端アンジェリカ」のコンビを自称している。
2019年12月1日にコンビ名を「パピヨンズ」に改名し、個々の芸名も蝶美は「ちよみ」、蝶子は「ちよこ」に改名したことを発表。2019年に二人とも還暦を迎えたことで「生まれ変わって、全世界に飛び出したい」といったことを改名理由としている。

## 受賞歴
- 1981年：第2回ABC漫才・落語新人コンクール 漫才の部・最優秀新人賞
- 1982年：第12回NHK上方漫才コンテスト 最優秀賞
- 1982年：日本テレビ お笑いスター誕生!! 9週勝ち抜き・金賞
- 1983年：第18回上方漫才大賞 新人賞

## 備考
2人が入学した「蝶々新芸スクール」は入学金が3万円、月謝が1万円で月・水・金の週3回の各2時間。歌、踊り、日本舞踊などと本格的なレッスンであり、1977年4月に1期生、9月に2期の入学であった。
ちよみは素人時代に何度かテレビ、ラジオに出演経験があり、ちよこも素人時代にABCラジオの『たむたむたいむ』においてメディア初出演を果たしている。
元々の芸名の由来は、まだまだ芸が未熟ということで「ミヤコ蝶々」の「ミヤコ」の「ミヤ」だけをとって「宮蝶美・蝶子」となった。当初はこの芸名がいやであったそうである。
ちよみの「てい!!」と強い調子で発するギャグは、近所のおっさんが子供を叱る時に実際に言っていたのを参考にしてできたそうである。劇場の舞台中に思わず発したのが思いのほか客にうけ、そのままコンビの看板ギャグとなった。

## 出演

### テレビ
- 第16回わが心の大阪メロディー（2016年12月13日、NHK総合）※細川たかし「浪花節だよ人生は」歌唱時にエキストラとして出演（新世界から生中継）。

### ラジオ
- 角座演芸アワー〜道頓堀から生放送!〜（ラジオ関西）
- MBSヨル隊「ナジャ・グランディーバのレツゴーフライデー」（2017年11月17日、MBSラジオ）※ナジャ・グランディーバの代役。

### テレビドラマ
- 部長刑事 第1358話「壊滅! 瀬戸内コネクション」（1984年、ABCテレビ）※蝶子のみ
- 連続テレビ小説 おちょやん 第5話（2020年、NHK）※ちよこのみ - 髪結い 役
- ムショぼけ 第1話（2021年、ABCテレビ）※ちよみのみ
- 連続テレビ小説 おむすび（2024年、NHK）※ちよこのみ - 明石真由美 役